# یواس‌اس ال‌اس‌تی-۹۸۹
یواس‌اس ال‌اس‌تی-۹۸۹ (به انگلیسی: USS LST-989) یک کشتی بود که طول آن ۳۲۸ فوت (۱۰۰ متر) بود. این کشتی در سال ۱۹۴۴ ساخته شد.